# Sabrina Scampini
Sabrina Scampini (Legnano, 28 agosto 1976) è una giornalista e conduttrice televisiva italiana.

## Biografia
Ha frequentato l'Università Cattolica del Sacro Cuore a Milano, dove ha conseguito la laurea in lingue e letterature straniere, con indirizzo in scienze della comunicazione. La sua carriera televisiva ha avuto inizio collaborando per alcune fiction come curatrice della parte editoriale (attività svolta per tre anni). Giornalista professionista, ha lavorato a Verissimo su Canale 5, a Studio Aperto su Italia 1 e a Tempi Moderni su Rete 4; nel 2008, con la partenza del nuovo contenitore mattutino di Videonews Mattino Cinque, diventa autrice della conduzione femminile e nel 2009 ha lavorato, sempre come autrice, anche nel nuovo contenitore pomeridiano di Videonews Pomeriggio Cinque.
Dal 7 marzo 2010 al 7 giugno 2013 ha curato e condotto con Salvo Sottile il nuovo programma di cronaca nera Quarto grado in onda su Rete 4. Dal 7 al 28 ottobre 2012 ha condotto, su Canale 5 con Alessio Vinci, il nuovo contenitore domenicale di Videonews Domenica Live. Dal 6 settembre al 4 ottobre 2013 ha condotto la nuova edizione di Quarto grado con Gianluigi Nuzzi, ma ha lasciato subito il programma (a favore di Alessandra Viero) perché incinta: il 2 dicembre dello stesso anno è nata la primogenita Anita.
Dal 21 settembre 2014 è passata alla rete all-news di Mediaset TGcom24 per condurre Correzioni, una rubrica che si occupa di attualità politica. Nella stagione televisiva 2018-2019 è tornata a Quarto grado, come opinionista, dopo aver sconfitto un tumore. Dal 2021 conduce su Radio 105, 105 Kaos con Francesco Facchinetti e Gibba. Nell'estate 2023 ha sostituito per alcune puntate Veronica Gentili nel programma in onda su Rete 4 Controcorrente. Dal 2 gennaio al 1º settembre 2024 ha condotto il programma in onda su Rete 4 Stasera Italia. Dal 9 settembre 2024, sempre su Rete 4, conduce la rubrica del TG4 intitolata Diario del giorno.

## Vita privata
È sposata e ha due figli, Anita e Tancredi, con i quali risiede a Roma, vicino a Villa Borghese.

## Programmi televisivi
- Quarto grado (Rete 4, 2010-2013)
- Domenica Live (Canale 5, 2012)
- Correzioni (TGcom24, dal 2014)
- Controcorrente (Rete 4, 2023)
- Stasera Italia (Rete 4, 2024)
- Diario del giorno (Rete 4, dal 2024)